# 山根ミチル
山根 ミチル（やまね ミチル、1963年9月23日 - ）は、フリーランスのゲームミュージック作曲家。香川県生まれ。愛知県立芸術大学音楽学部作曲学科卒業。

## 略歴
1988年、ゲームソフトメーカーのコナミに入社。ポートアイランドのコナミビルに勤務。当初、MSXやゲームボーイのサウンドを担当していたが、1990年頃にアーケードゲームのサウンド担当に異動。同年の新入社員であったケンケン中島と共に音楽を担当した出たな!!ツインビーで名前が知られることとなる。ライナーノーツでは、「チルチル山根」と名乗っていたほか、初期の「がんばれゴエモン」では「山根登山」という名義になっていた。
1993年頃にはコナミ東京へと異動。以降コナミの社名変更や分社化を経て、コナミデジタルエンタテインメントに所属する。2008年5月15日、コナミを退社し独立。
悪魔城ドラキュラシリーズや幻想水滸伝シリーズなどの作品が有名で、2006年8月23日にはドイツのライプツィヒで行われたシンフォニックゲームミュージックコンサートにはゲストとして招待され、自身が作曲した悪魔城ドラキュラシリーズの曲「木彫パルティータ」をチェンバロで演奏した。

## 作品
- ツインビーシリーズ
  - 出たな!!ツインビー（AC）（ケンケン中島と共同作曲）
- グラディウスシリーズ
  - ネメシス（GB）（STAGE4BGMを竹ノ内裕治と共同）
  - ゴーファーの野望 エピソード2（MSX）
- がんばれゴエモンシリーズ
  - がんばれゴエモン2（FC）
  - がんばれゴエモン外伝 きえた黄金キセル（FC）
  - がんばれゴエモン〜宇宙海賊アコギング〜（PS）（古川もとあき、山岡晃らと共同）
- 悪魔城ドラキュラシリーズ
  - バンパイアキラー（MD）
  - 悪魔城ドラキュラX 月下の夜想曲（PS）（山岡晃、あきろぴとと共同）
  - キャッスルヴァニア 白夜の協奏曲（GBA）（北海惣史郎と共同）
  - キャッスルヴァニア 暁月の円舞曲（GBA）（北海惣史郎、吉田孝志と共同）
  - キャッスルヴァニア（PS2）
  - 悪魔城ドラキュラ 蒼月の十字架（DS）（木村雅彦、渡辺愉香と共同）
  - 悪魔城ドラキュラ 闇の呪印（PS2）（渡辺愉香と共同）
  - 悪魔城ドラキュラ ギャラリー オブ ラビリンス（DS）（古代祐三、三浦憲和と共同）
  - 悪魔城ドラキュラ Xクロニクル（PSP）（市橋康弘、秋田真典、土屋裕一、本田晃弘と共同）
  - 悪魔城ドラキュラ 奪われた刻印（DS）（市橋康弘と共同）
- 幻想水滸伝シリーズ
  - 幻想水滸伝III（PS2）（木村雅彦、吉田孝志と共同）
  - 幻想水滸伝IV（PS2）（木村雅彦、三浦憲和と共同）
- beatmaniaIIDXシリーズ
  - beatmaniaIIDX14 GOLD（カミロ・ウナ・メンデス）
- その他
  - アステリクス（AC）（泉陸奥彦、江川麻里子らと共同）
  - クライムファイターズ2（AC）
  - リサの妖精伝説（FC）（藤尾敦、禎清宏、森本ゆきえらと共同）
  - はいぱーそーめん（MSX）
  - つるりん君（MSX）
  - スペースマンボウ（MSX）（オープニングBGMを関戸剛と共同）
  - SDスナッチャー（MSX）（関戸剛らと共同）
  - ティーンエージ ミュータント ニンジャ タートルズ（GB）（西川智子と共同）
  - モトクロスマニアックス（GB）
  - ガンゲージ（PS）（藤森崇多、佐藤敦史と共同）
  - エルダーゲート（PS）（藤森崇多、大西秀典と共同）
  - OZ -オズ-（PS2）
  - Elebits（Wii）（佐藤直之と共同）
  - スカルガールズ（PC,Xbox 360,PS3）
  - maimai（AC）-「火炎地獄」
  - 大乱闘スマッシュブラザーズ for Wii U（Wii U）[1]
  - ナイトクライ（PC、PSV）
  - ブラッドステインド:リチュアル・オブ・ザ・ナイト（PS4、XOne、PC、Switch、iOS、Android）